# Byrsophlebs lutheri
Byrsophlebs lutheri is een platworm (Platyhelminthes). De worm is tweeslachtig. De soort leeft in het zoute water.
Het geslacht Byrsophlebs, waarin de platworm wordt geplaatst, wordt tot de familie Byrsophlebidae gerekend. De wetenschappelijke naam van de soort werd voor het eerst geldig gepubliceerd in 1952 door Marcus.